# Arnoldsville (Georgie)
Arnoldsville je město v Oglethorpe County, v Georgii, ve Spojených státech amerických. V roce 2011 žilo ve městě 357 obyvatel.

## Demografie
Podle sčítání lidí v roce 2000 žio ve městě 312 obyvatel, 125 domácností, a 88 rodin. V roce 2011 žilo ve městě 177 mužů (49,6%), a 180 žen (50,4%). Průměrný věk obyvatele je 40 let.